# Trattato sulla tolleranza
Il Trattato sulla tolleranza è una delle più famose opere di Voltaire. Pubblicata in Francia nel 1763, costituisce un testo fondamentale della riflessione sulla libertà di credo, sul rispetto delle opinioni e di molte di quelle caratteristiche con cui oggi identifichiamo una società come civile.

## Il contesto storico: i casi Calas, Sirven, La Barre
Nella Francia della metà del Settecento sono ancora presenti forti contrasti ideologico-religiosi. La pratica della tortura e dell'incriminazione sommaria è più che in uso e basta poco perché un clima tanto avvelenato esploda in ritorsioni estremamente violente verso gli esponenti della parte avversa, quale che sia in quel momento. In questo ambiente culturale Voltaire si batte contro quella che definisce come "superstizione": un misto di fanatismo religioso, irrazionalità e incapacità di vedere le gravi conseguenze del ricorso alla violenza gratuita, alla sopraffazione, alla tortura e alla diffamazione, che spesso spazza via intere famiglie.
In particolare Voltaire rivolge la sua attenzione e l'opera della sua penna a diversi casi di clamorosi errori giudiziari finiti in tragedia. Tra i vari merita ricordare i più famosi: il caso Calas, il caso Sirven e quello di La Barre. Nella Francia del 1761 viene trovato morto, perché impiccato ad una trave del suo granaio, il giovane Marc-Antoine Calas, figlio di un commerciante protestante ugonotto. Del ragazzo si vociferava che fosse sul punto di convertirsi al cattolicesimo. In un clima ancora ammorbato da fanatismi religiosi e sospetti, la vox populi comincia a mormorare che il ragazzo sia stato ucciso dal suo padre, Jean Calas, per impedirne la conversione.
L'uomo viene imprigionato, giudicato colpevole e mandato a morte "per ruota", cioè per tortura, il 9 marzo 1762. Caso analogo quello della famiglia Sirven, la cui figlia Elisabeth viene trovata morta in un pozzo. La ragazza si era da poco convertita al cattolicesimo. La famiglia Sirven, saggiamente, non aspettò di sapere a che punto la folla poteva spingersi e si trasferì in Svizzera, da dove seppe di essere stata condannata in contumacia per l'assassinio della propria figlia. 
Ben più tragicamente finisce i suoi giorni il giovane chevalier de La Barre, di Arras. Avendo mancato di levarsi il cappello davanti ad una processione del Santissimo Crocifisso, è sospettato di miscredenza. Monsieur de Belleval, luogotenente del tribunale delle imposte della cittadina d'Abbeville, dove accade il fatto, ritiene che l'atto del cavaliere, suo nemico personale, costituisca una manifesta empietà. Poco prima qualcuno aveva mutilato il crocefisso posto sul ponte nuovo della città. Si apre il processo, ed alcuni testimoni riferiscono che il cavaliere de La Barre ha pronunciato frasi blasfeme, intonato canzoni libertine e bestemmiato i sacramenti assieme ad altri suoi conoscenti. Al termine del processo, il cavaliere è condannato alla pena capitale. Gli atti del processo sono riesaminati a Parigi da un apposito consiglio di venticinque giureconsulti, che confermano la sentenza (15 voti contro 10). 
Il cavaliere è imprigionato. Prima dell'esecuzione è sottoposto alla tortura: gli vengono spezzate le articolazioni delle gambe, ma viene risparmiato dall'ordine di perforargli la lingua. Viene infine decapitato e il suo corpo è bruciato su una pira (nel rogo forse fu gettata anche una copia del Dizionario filosofico trovata negli alloggi del cavaliere). Dei primi due casi Voltaire riuscì ad ottenere giustizia e che fosse, se non altro, riabilitata la memoria di chi era stato ingiustamente trucidato. Il terzo sarà riabilitato solo dalla Consulta di Parigi, dopo la morte del filosofo.

## Écrasez l'Infâme: schiacciate l'Infame
La riflessione e l'impegno in questi ed altri casi simili (Martin e Montbailli, Lally-Tollendal) portano Voltaire a concepire un grido di battaglia: Écrasez l'infâme, "schiacciate l'infame". Il motto sta a indicare la necessità di lottare con tutte le forze della propria ragione e della propria morale contro il fanatismo intollerante tipico della religione confessionale (cattolica, protestante o altro).
Ogni uomo di buona volontà è chiamato a lottare per la tolleranza e la giustizia della religione naturale, una religione governata da un Dio aconfessionale, senza dogmi, che rende inutili le cerimonialità e che punisce i malvagi e remunera i buoni, come un giudice giusto. Il Dio di Voltaire sovrintende alla macchina meravigliosa che ha creato come un orologiaio, che ne cura il meccanismo. La concezione di Voltaire è perciò deista.

## Il Trattato e le argomentazioni sulla tolleranza
Documentatosi in particolare sulla vicenda di Calas padre, Voltaire si convince della sua innocenza e organizza una campagna pubblica per la sua riabilitazione, che ottiene nel 1765. Il caso Calas è uno dei primi in cui l'opinione pubblica viene usata come una poderosa leva di cambiamento e pressione sull'autorità. L'argomentazione di Voltaire a favore del pastore ugonotto trova sede proprio nel Trattato sulla Tolleranza. Il filosofo argomenta finemente che "un padre potrebbe uccidere il figlio che voglia convertirsi ad una religione diversa dalla sua solo se fosse preda del fanatismo religioso, ma è riconosciuto ed attestato da tutti i testimoni che Jean Calas non era un fanatico".
Dunque non può essersi macchiato del crimine che gli è stato attribuito e per i motivi che gli sono stati dati come movente. Le prove su cui i giudici hanno lavorato, invece, sono fanatiche poiché presentate dalle autorità religiose, che hanno dato tante prove della loro intolleranza violenta da non poter lasciare dubbi. Voltaire arriva dunque a sostenere che il giovane Calas si sia suicidato e che suo padre è stato trucidato da innocente. La società si definisce civile, ma uccide sulla spinta del fanatismo religioso sostenendo di voler fare cosa grata a Dio e di voler sradicare con la forza il male.
Tuttavia, continua il filosofo, "se si considerano le guerre di religione, i quaranta scismi dei papi che sono stati quasi tutti sanguinosi, le menzogne, che sono state quasi tutte funeste, gli odi inconciliabili accesi dalle differenze di opinione; se si considerano tutti i mali prodotti dal falso zelo, gli uomini da molto tempo hanno avuto il loro inferno su questa terra". Voltaire predica, al posto di tanta inutile violenza, la carità poiché "là dove manca la carità la legge è sempre crudele" mentre "la debolezza ha diritto all'indulgenza". "La tolleranza è una conseguenza necessaria della nostra condizione umana. Siamo tutti figli della fragilità: fallibili e inclini all'errore. Non resta, dunque, che perdonarci vicendevolmente le nostre follie. È questa la prima legge naturale: il principio a fondamento di tutti i diritti umani".
"Il diritto all'intolleranza è assurdo e barbaro: è il diritto delle tigri; è anzi ben più orrido, perché le tigri non si fanno a pezzi che per mangiare, e noi ci siamo sterminati per dei paragrafi". Lo stesso pluralismo religioso diventa strumento diffusore di libertà, in quanto "più sette ci sono meno ciascuna è dannosa; la molteplicità le indebolisce; tutte sono regolate da giuste leggi, che impediscono le assemblee tumultuose, le ingiurie, le rivolte, e che vengono fatte rispettare con la forza". La libertà di credo è la via per una società che non affondi le proprie radici nel sangue e la propria giustizia nella ragione del (in quel momento) più forte.
Merita ricordare che, come nel Candide Voltaire argomenterà la bontà morale degli Anabattisti, nel Trattato paragona l'obbrobrio dell'intolleranza religiosa alla pace costruita in Pennsylvania dai Quaccheri: «Che cosa dire dei primitivi che sono chiamati "Quaccheri" per derisione e che, con usi forse ridicoli, sono stati comunque così virtuosi e hanno insegnato inutilmente la pace agli altri uomini? Vivono in Pennsylvania in centomila; la discordia, la disputa teologica sono ignorate nella felice patria che essi si sono costruita; già il solo nome della loro città Philadelphia, che ricorda loro in ogni istante che gli uomini sono tutti fratelli, è di esempio e di vergogna per i popoli che non conoscono ancora la tolleranza»

## Preghiera a Dio e l'epigrafe
Il Trattato sulla Tolleranza è un'opera agile e breve, un piccolo capolavoro di polemica civile e politica prima che storica e filosofica. Caratterizzato da uno stile frizzante e tuttora attuale, lo scritto di Voltaire è senza dubbio tra le sue opere più singolari e ha contribuito a procurargli la fama di combattente contro le ingiustizie e le infamie del fanatismo clericale. Lo stile del filosofo era inconsueto, specie per l'epoca, e rivolto a fare breccia nel lettore più che alla perfezione estetica e stilistica che tanto era cara ad altri autori. Questo ha, secondo alcuni storici, immensamente contribuito alla fama della superiorità e modernità linguistica del francese rispetto ad altre lingue europee.
Due sono i passi, ormai divenuti veri e propri classici del pensiero interconfessionale, liberale e/o laico: la Preghiera a Dio, tratta dal capitolo, e l'epigrafe. Oltre al messaggio di tolleranza religiosa Voltaire permea il suo scritto di una forte vena malinconica, poetica: rivolgendosi a Dio chiede agli uomini di comprendere che le variabili umane sono minime all'interno del cosmo, nella dimensione dell'infinito. In questo senso Voltaire è incredibilmente attuale e in lui, nella concezione pessimistica dell'universo e dell'estrema finitudine umana, si ritrova un'alta voce della lirica italiana: Giacomo Leopardi.

### Preghiera a Dio
Non è più dunque agli uomini che mi rivolgo; ma a te, Dio di tutti gli esseri, di tutti i mondi, di tutti i tempi:

se è lecito che delle deboli creature, perse nell'immensità e impercettibili al resto dell'universo, osino domandare qualche cosa a te, che tutto hai donato,

a te, i cui decreti sono e immutabili e eterni, degnati di guardare con misericordia gli errori che derivano dalla nostra natura.

Fa' sì che questi errori non generino la nostra sventura.

Tu non ci hai donato un cuore per odiarci l'un l'altro, né delle mani per sgozzarci a vicenda;

fa' che noi ci aiutiamo vicendevolmente a sopportare il fardello di una vita penosa e passeggera.

Fa' sì che le piccole differenze tra i vestiti che coprono i nostri deboli corpi,

tra tutte le nostre lingue inadeguate, tra tutte le nostre usanze ridicole,

tra tutte le nostre leggi imperfette, tra tutte le nostre opinioni insensate,

tra tutte le nostre convinzioni così diseguali ai nostri occhi e così uguali davanti a te,

insomma che tutte queste piccole sfumature che distinguono gli atomi chiamati "uomini" non siano altrettanti segnali di odio e di persecuzione.

Fa' in modo che coloro che accendono ceri in pieno giorno per celebrarti sopportino coloro che si accontentano della luce del tuo sole;

che coloro che coprono i loro abiti di una tela bianca per dire che bisogna amarti, non detestino coloro che dicono la stessa cosa sotto un mantello di lana nera;

che sia uguale adorarti in un gergo nato da una lingua morta o in uno più nuovo.

Fa' che coloro il cui abito è tinto in rosso o in violetto, che dominano su una piccola parte di un piccolo mucchio di fango di questo mondo,

e che posseggono qualche frammento arrotondato di un certo metallo, gioiscano senza inorgoglirsi di ciò che essi chiamano "grandezza" e "ricchezza",

e che gli altri li guardino senza invidia: perché tu sai che in queste cose vane non c'è nulla da invidiare, niente di cui inorgoglirsi.

Possano tutti gli uomini ricordarsi che sono fratelli!

Abbiano in orrore la tirannia esercitata sulle anime,

come odiano il brigantaggio che strappa con la forza il frutto del lavoro e dell'attività pacifica!

Se sono inevitabili i flagelli della guerra, non odiamoci, non laceriamoci gli uni con gli altri nei periodi di pace,

ed impieghiamo il breve istante della nostra esistenza per benedire insieme in mille lingue diverse,

dal Siam alla California, la tua bontà che ci ha donato questo istante.